# Demobotys
Demobotys é um gênero de mariposa pertencente à família Crambidae.